# Konkordancja
Konkordancja (z łac. concordia „zgoda”) – alfabetyczny spis wyrazów, zdań, znaków lub symboli znajdujących się w jakimś dziele literackim lub zbiorze dokumentów czy ksiąg. Jest to zwykle dość obszerne opracowanie zawierające spis wyrazów występujących w wybranym dziele lub w pracach konkretnego autora wraz ze wskazaniem miejsc ich występowania.
Choć w bibliografiach językoznawczych spotyka się wiele rodzajów publikacji określanych mianem „Konkordancja” to najczęściej tego terminu używa się do konkordancji biblijnych. Wraz z rozwojem technologii cyfrowych znaczenie konkordancji drukowanych spada z powodu wykorzystywania tekstów cyfrowych.
Konkordancja w archiwistyce – spis (wykaz) dawnych sygnatur i odpowiadających im nowych.
Wyróżnia się następujące typy konkordancji:
- konkordancja wyrazowa – zestawienie występujących słów (pierwszą sporządził Hugon a Sancto Caro w XIII w., była to konkordancja biblijna do tekstu Wulgaty).
- konkordancja rzeczowa (tematyczna) – zestawienie występujących zdań, zagadnień lub nazw własnych (pierwszą sporządził Antoni Padewski w XIII w.).

## Konkordancje biblijne
Inspiracją do tworzenia konkordancji biblijnych były pochodzące z XII wieku materiały kaznodziejskie zebrane w dziele Beniamin minor autorstwa Ryszarda ze św. Wiktora. W XIII w. pojawiły się zwiastuny konkordancji do których w pierwszej kolejności należy zaliczyć Concordantiae Tomasza Gallusa i Concordantiae morales Antoniego z Padwy.
Prekursorem konkordancji biblijnych był Hugon a Sancto Caro (1200?–1263). Inicjując i koordynując pracę około 500 dominikanów z klasztoru św. Jakuba w Paryżu, w okresie 15 lat opracował pierwszą konkordancję do tekstu Wulgaty (t.zw. Concordantiae Sacrorum Bibliorum lub Concordantiae Sancti Jacobi [Konkordancja św. Jakuba], ukończona w 1267). Było to dzieło pełne skrótów przez co trudne do praktycznego wykorzystania. Wskazywało ono położenie każdego słowa w konkretnym rozdziale Pisma Świętego, jednak bez zaznaczenia tekstowego kontekstu jego występowania. Konkordancja ta przeszła szereg późniejszych przeróbek i uzupełnień dzięki którym stała się pierwowzorem późniejszych konkordancji.
W XVI wieku zaczęły powstawać pierwsze konkordancje biblijne dla tekstów oryginalnych. W 1523 roku w Wenecji opublikowano konkordancję R. Isaaca ben Nathana (rozkwit jego działalności pisarskiej przypadł na początek XV w.), opartą na tekście hebrajskim ST. Konkordancję do tekstu greckiego NT opracował Sixtus Betuleius (1501–1554). W XVI wieku powstała też konkordancja zredagowana przez Roberta Estienne’a.

### Polskie konkordancje biblijne
- „Konkordancja biblijna” (do Biblii gdańskiej), zespół redakcyjny ZWBPŚw, („Straż” 1939; „Na Straży” 1965, 1982; „Znaki Czasu” 1982, 1991; ZKE 1982)
- „Konkordancja podręczna Pisma Świętego Nowego Testamentu” (Nowy Testament Eugeniusza Dąbrowskiego), Eugeniusz Dąbrowski (Albertinum 1955)
- „Podręczna konkordancja biblijna”, Elizeusz Trzeciak, (Księgarnia Św. Wojciecha 1967)
- „Konkordancja do Pisma Świętego Nowego Testamentu” (Nowy Testament Kazimierza Romaniuka), Kazimierz Romaniuk, II tomy, (Akademia Teologii Katolickiej 1985, 1988)
- „Konkordancja Nowego Testamentu” (do Biblii Tysiąclecia, wyd. 8 NT, 1982), II tomy, Kazimierz Grela (Polskie Towarzystwo Teologiczne, Kraków 1987)
- „Konkordancja Starego i Nowego Testamentu do Biblii Tysiąclecia”, Jan Flis („Vocatio” 1991, 2000)
- „Konkordancja Biblijna do Pisma Świętego Starego i Nowego Testamentu. Nowy Przekład z języków hebrajskiego i greckiego.” (do Biblii warszawskiej), Józef Kajfosz i Mieczysław Kwiecień („Vocatio” 1995)
- „Biblia gdańska w systemie Stronga”, „Na Straży” (NT – 1996, 2007, 2014; ST w dwóch tomach – 2004, 2017)